# ダウンタウンのごっつえぇ感じ音楽全集
『ダウンタウンのごっつえぇ感じ音楽全集』は、「ダウンタウンのごっつええ感じ」から誕生したエキセントリック少年ボウイオールスターズのアルバム。1997年12月15日発売。発売元はイーストウエスト・ジャパン。

## 解説
同番組で企画されたアルバム。元々「エキセントリック少年ボウイのテーマ」のヒットを受けてミニ・アルバム予定であったが、急遽番組が終了したことで、番組全体で挿入された歌を集めたフル・アルバムとなった。

## 収録曲
1. 「エキセントリック少年ボウイ」のテーマ（エキセントリック少年ボウイオールスターズ）
2. 犬ドッグのテーマ「都会は犬のブルース」（犬ドッグ）
3. 鳥バードのテーマ「HOROHHO」（鳥バード）
4. ニイハオのテーマ「スキ・スキ・ボウイ」（ニイハオ）
5. エテモンキーのテーマ「ウッキー音頭」（エテモンキー）
6. カーボウイのテーマ「お母様に捧げる歌」（カーボウイ）
7. オジャパメン（松本人志・浜田雅功・東野幸治・蔵野孝洋・今田耕司・板尾創路）
  - 韓国のアイドルグループ・ソバンチャの『オジェパメ・イヤギ〜ゆうべの話』をカバー
  - 「オジャパメン」は、1987年に韓国でヒットした楽曲。ダウンタウンが、大阪でのレギュラー番組「4時ですよーだ」でのコント等で使用した。その後、松本が「皆で歌ってみるか」と発案、「オジャパメン」が誕生した。あえて翻訳、日本語詞にはせず、当時の番組の放送作家であった木村祐一が、聞こえたままにカタカナに起こした。
8. マウヤケソ（同）
  - 韓国の音楽グループ「イム・ジョンニム（朝鮮語版）と野良猫たち」の『マウムヤケソ～心が弱くて』をカバー
  - 「マウヤケソ」は、1979年に韓国でヒットした楽曲。「オジャパメン」同様カタカナに起こした歌詞を、番組では盆踊りの格好で歌っていた。「オジャパメン」のソバンチャ同様に原曲を唄った「イム・ジョンニムと野良猫たち」も知られるようになり、日本でアルバムが限定発売された。
9. 恋のマジックポーション（TVバージョン）（すかんち）
10. ヅラヅラアイランド（ヅラー夫人）
  - レギュラー1回目の企画「ズラリンピック」の中で使用。
  - またこのトラックではカラオケなしのボーカル部分と、流れてる間の競技の音声を左右トラックに分けたバージョンが収録されている。
11. 何太郎君のテーマ（何太郎）
  - 「なんなんなあに何太郎君」のとある回で何太郎君の登場テーマとして披露された。
12. ベンジャミン君のテーマ（ベンジャミン君）
  - コント内のキャラクター・ベンジャミン君の退場の際に歌っていた。
13. ディレクター今田とチーフADタノムサクのテーマ（ディレクター今田勉とチーフADタノムサク）
14. ラブラブファイヤー聞き込みのテーマ（メグミ&アキラ）
  - 「結婚前提戦士ラブラブファイヤー」のとある回で劇中歌として使用。
15. ミラクルエースのテーマ（ミラクルエースとマサオ）
16. 君の見た目も短足だ（シンガー板尾）
17. 海開き（シンガー板尾）
18. 私、食べ頃よ（シンガー板尾）
19. チョキ（シンガー板尾）
20. 西日本番長地図 連合総長 九州番長 長浜淡海の歌（長浜淡海）
21. 東海番長連合総番 織田家康の歌（織田家康）
22. 四国番長連合総番 犬養竜馬の歌（犬養竜馬）
23. 福井県総番長 福井一郎の歌（福井一郎）
24. 挑戦者 ヒヤキポリネキセサナモペ国歌（ヒヤキポリネキセサナモペ合唱団）
25. 馬鹿田高校校歌（松本人志・浜田雅功・東野幸治・蔵野孝洋・今田耕司）
26. バリバリ・ロックン・ロール（横分金蝿）
  - コント「横分金蝿」の一回目で歌われたバージョンが収録。
27. 剛津大学応援歌（松本人志・浜田雅功・東野幸治・蔵野孝洋・今田耕司・板尾創路）
  - 「緊急企画・揚がらずの団旗を揚げよう」で橋本真也が団旗を掲げたシーンで流れた。
28. ビーチク国イメージソング（ビーチクメーナー大会会長）
  - 「ビーチクメーナーコンテスト」の決勝戦前で使用された。
29. チャンピオン（キング・オブ・キング）（松本人志）
  - 「1996FNS即興歌謡祭」で披露された。
30. クイーン・オブ・ヅツキ・コンテスト・イメージソング（松本人志）
  - 決勝戦前で判定役のヅツキ仙人が披露した。
31. ああエキセントリック少年ボウイ（エキセントリック少年ボウイオールスターズ）